# Дягилевская ТЭЦ
Дя́гилевская ТЭ́Ц — теплоэлектроцентраль, расположенная в городе Рязани, является производственным подразделением филиала ПАО «Квадра» — «Центральная генерация». Установленная электрическая мощность станции составляет 229,2 МВт, тепловая — 354 Гкал/ч. Численность сотрудников — 210 человек. 
Строительство ТЭЦ началось в 1953 году (при заводе ТКПО). В апреле 1958 года ТЭЦ выдала первый киловатт электрической энергии, в октябре этого года в работу включён котёл № 2. Ввод турбины № 2 в марте 1959 года повысил мощность ТЭЦ до 24 Мвт. В последующие годы на станции велись работы по вводу новых мощностей. С включением в эксплуатацию котла № 6 и турбины № 4 в 1977 году мощность станции достигла максимального значения – 134 Мвт.
В феврале 2017 года на станции введён в эксплуатацию блок ПГУ-115, в составе двух газовых турбин SGT-800, двух котлов-утилизаторов Пр-59/12-7.45/0.7-518/214 (ПК-83) и одной паровой турбины SST-400. Внедрение новых мощностей положительно сказалось на качестве и надёжности обеспечения потребителей Рязани. Станция работает на природном газе, резервное топливо - мазут.
В настоящее время ДТЭЦ обеспечивает теплом около 10% жилого фонда Рязани – микрорайоны Недостоево, Канищево, пос. Приокский Московского округа областного центра. Общая электрическая мощность станции составляет 229,2 МВт, тепловая — 354 Гкал/ч.

## Перечень основного оборудования
| Агрегат                                    | Тип                               | Изготовитель                      | Количество | Ввод в эксплуатацию | Основные характеристики                                   | Основные характеристики         | Источники |
| Агрегат                                    | Тип                               | Изготовитель                      | Количество | Ввод в эксплуатацию | Параметр                                                  | Значение                        | Источники |
| ------------------------------------------ | --------------------------------- | --------------------------------- | ---------- | ------------------- | --------------------------------------------------------- | ------------------------------- | --------- |
| Оборудование паротурбинных установок       |                                   |                                   |            |                     |                                                           |                                 |           |
| Паровой котёл                              | БКЗ-280-140ГМ                     | Барнаульский котельный завод      | 2          | 1976 г. 1977 г.     | Топливо                                                   | газ, мазут                      | [ 1 ]     |
| Паровой котёл                              | БКЗ-280-140ГМ                     | Барнаульский котельный завод      | 2          | 1976 г. 1977 г.     | Производительность                                        | 280 т/ч                         | [ 1 ]     |
| Паровой котёл                              | БКЗ-280-140ГМ                     | Барнаульский котельный завод      | 2          | 1976 г. 1977 г.     | Параметры пара                                            | 135 кгс/см2, 550 °С             | [ 1 ]     |
| Паровая турбина                            | ПТ-60-130                         | Ленинградский металлический завод | 1          | 1975 г.             | Установленная мощность                                    | 60 МВт                          | [ 1 ]     |
| Паровая турбина                            | ПТ-60-130                         | Ленинградский металлический завод | 1          | 1975 г.             | Тепловая мощность                                         | 139 Гкал/ч                      | [ 1 ]     |
| Паровая турбина                            | Т-50-130                          | Уральский турбинный завод         | 1          | 1977 г.             | Установленная мощность                                    | 50 МВт                          | [ 1 ]     |
| Паровая турбина                            | Т-50-130                          | Уральский турбинный завод         | 1          | 1977 г.             | Тепловая мощность                                         | 92 Гкал/ч                       | [ 1 ]     |
| Водогрейное оборудование                   |                                   |                                   |            |                     |                                                           |                                 |           |
| Водогрейный котел                          | КВГМ-116,3-150Н                   | Сибэнергомаш                      | 1          | 2013 г.             | Топливо                                                   | газ, мазут                      | [ 1 ]     |
| Водогрейный котел                          | КВГМ-116,3-150Н                   | Сибэнергомаш                      | 1          | 2013 г.             | Тепловая мощность                                         | 100 Гкал/ч                      | [ 1 ]     |
| Оборудование парогазовой установки ПГУ-115 |                                   |                                   |            |                     |                                                           |                                 |           |
| Газовая турбина                            | SGT-800                           | Siemens                           | 2          | 2017 г.             | Топливо                                                   | газ                             | [ 1 ]     |
| Газовая турбина                            | SGT-800                           | Siemens                           | 2          | 2017 г.             | Установленная мощность                                    | 43,5 МВт / 44,2 МВт             | [ 1 ]     |
| Газовая турбина                            | SGT-800                           | Siemens                           | 2          | 2017 г.             | tвыхлопа                                                  | 540 °C                          | [ 1 ]     |
| Котёл-утилизатор                           | ПК-83 (Пр-59/12-7.45/0.7-518/214) | «ЗиО-Подольск»                    | 2          | 2017 г.             | Производительность (высокого давления / низкого давления) | 59 / 12т/ч                      | [ 1 ]     |
| Котёл-утилизатор                           | ПК-83 (Пр-59/12-7.45/0.7-518/214) | «ЗиО-Подольск»                    | 2          | 2017 г.             | Параметры пара (высокого давления / низкого давления)     | 74,5/7 кгс/см2, 518 °С / 214 °С | [ 1 ]     |
| Паровая турбина                            | SST-400                           | Siemens                           | 1          | 2017 г.             | Установленная мощность                                    | 31,5 МВт                        | [ 1 ]     |
| Паровая турбина                            | SST-400                           | Siemens                           | 1          | 2017 г.             | Тепловая мощность                                         | 23 Гкал/ч                       | [ 1 ]     |